# Pseudolarentia atroclarata
Pseudolarentia atroclarata är en fjärilsart som beskrevs av Walker 1863. Pseudolarentia atroclarata ingår i släktet Pseudolarentia och familjen mätare. Inga underarter finns listade.